# Suddenly (téléfilm, 1996)
Pour les articles homonymes, voir Suddenly.
Pour plus de détails, voir Fiche technique et Distribution.
Suddenly est un téléfilm dramatique américain réalisé par Robert Allan Ackerman et sorti en 1996.

## Fiche technique
- Titre original : Suddenly
- Réalisation : Robert Allan Ackerman
- Scénario : David J. Kinghorn et Marilyn Kinghorn
- Photographie : Walt Lloyd et Sandi Sissel
- Montage : Charles Bornstein
- Musique : David Mansfield
- Costumes : Dona Granata
- Décors : Maralee Zediker
- Producteur : Mark Allan et Richard Brams
  - Producteur associé : Andi Wooten
  - Producteur délégué : Robert Allan Ackerman, Kristie Alley, Michele Brustin et Jeffrey Weiss
  - Coproducteur : David J. Kinghorn
- Sociétés de production : Michele Brustin Productions, Rysher Entertainment, Scripps Howard Entertainment, True Blue Productions et Weisworld Premieres
- Sociétés de distribution : ABC
- Pays d'origine :  États-Unis
- Langue originale : anglais
- Format : couleur
- Genre : Thriller
- Durée : 96 minutes
- Dates de sortie : 
  - États-Unis : 1er décembre 1996

## Distribution
- Kristie Alley : Marty Doyle
- Jason Beghe : Joe Mulvey
- Colleen Camp : Jude
- Nancy Cartwright : Dell
- David Crosby : Eddie
- Michael Paul Chan
- Anthony Russell
- Jason Bernard : Louie
- Shaun Toub : M. Tabibsidan
- Alice Lo : Mme Chow
- Victor Alfieri : Franco
- Jesse D. Goins : Ben
- Lisa Robin Kelly : Angie
- Chris Nielsen : un ado
- Persia White : Trina
- Janet Eilber : Theresia